# جرویس دروموند
جرویس دروموند (انگلیسی: Jervis Drummond؛ زادهٔ ۸ سپتامبر ۱۹۷۶) یک بازیکن فوتبال اهل کاستاریکا است.
وی همچنین در تیم ملی فوتبال کاستاریکا بازی کرده‌است. او همراه تیم ملی کاستاریکا به جام جهانی ۲۰۰۲ رفت اما فرصتی برای به میدان رفتن پیدا نکرد.دروموند سابقهٔ حضور در جام جهانی ۲۰۰۶ را نیز دارد.